# Fords (New Jersey)
 Fords  – jednostka osadnicza w hrabstwie Middlesex w stanie New Jersey w USA. Miasto według danych z 2000 roku liczyło około 15 tys. mieszkańców. Powierzchnia - 6,7 km². Położenie - 40°32'13"N i  74°18'50"W. Miejscowość należy do konglomeracji Woodbridge Township. Kod pocztowy (ZIP code) to: 08863